# Nymphopsis duodorsospinosa
Nymphopsis duodorsospinosa là một loài nhện biển trong họ Ammotheidae. Loài này thuộc chi Nymphopsis. Nymphopsis duodorsospinosa được miêu tả khoa học năm 1942 bởi Hilton.